# ミュージックキャリー
ミュージックキャリーは、シャープが発売したラジカセスタイルのデジタルオーディオプレーヤーである。
AMラジオ・FMラジオのチューナーと、データ保存領域として1GBないし512MBのメモリを搭載している。型番は、搭載メモリ1GBのモデルがQT-MPA10、512MBのものがQT-MPA5で、それぞれ数色のバリエーションがある。
本体再生用にスピーカーを内蔵しており、一般的なデジタルオーディオプレーヤーとは違い、据え置いての使用を前提としている。ラジカセのカセットにあたる部分をメモリオーディオに置き換えたものと言える。
データ保存領域へは、チューナーの音をMP3形式で録音したり、保存されたデータを再生したりすることが可能である。MP3、WMA、WAVに対応し、DRM機能にも対応。本製品へのデータ転送は、パーソナルコンピュータからUSB接続した上でやりとりする。また、タイマー機能を内蔵しており、ラジオの留守録や目覚まし再生・スリープタイマーが可能となっている。
「ミュージックキャリー」の製品名からも推測されるように、本体に音楽データを入れて家の外での再生をするように考慮された製品だったようである。しかし、当時はAMラジオを録音可能なデジタルオーディオプレーヤーは種類が少なく、さらにビデオデッキ並の複数番組のタイマー予約録音が可能なため、むしろラジオをエアチェックするユーザーに広く受け入れられた。この種のデジタルオーディオプレーヤーに必須とされている外部入力録音も可能であり、他のシャープ製MDシステムなどと同様、簡易的なVUメーターでRECレベルを確認し調整もできる。ただし、MDのような後からの分割・結合機能は皆無で、レコードなど雑音の多い外部機器からのオート録音には対応しづらいため、市販のパソコンソフトで編集する必要がある。
「ミュージックキャリー」生産終了後、山善をはじめパナソニック、ソニーなどからも同様のコンセプトのAM/FMラジオ、プログラムタイマー録音搭載のデジタルオーディオプレーヤーが続々発売され、SDカードなどの外部メモリーに対応している。